# Ministerium Beck

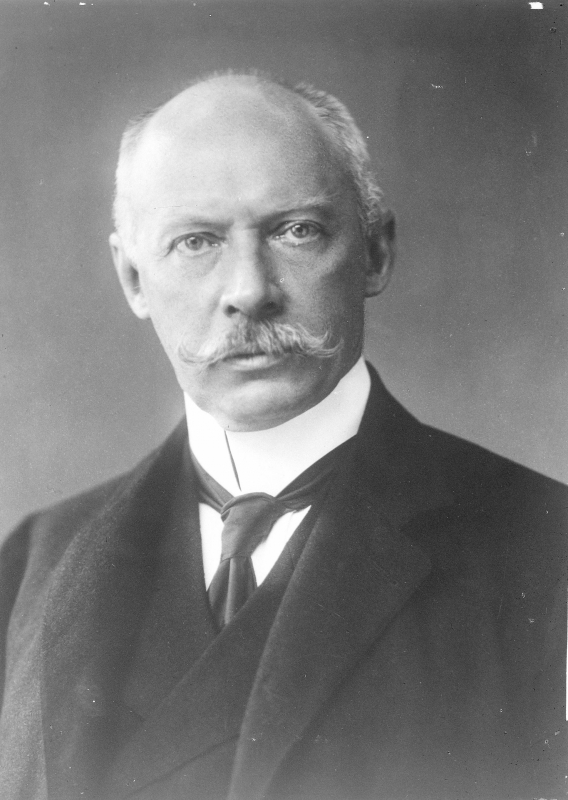
Max Wladimir von Beck war von Juni 1906 bis November 1908 Ministerpräsident Cisleithaniens

Das Ministerium Beck wurde am 2. Juni 1906 im Auftrag von Kaiser Franz Joseph I. von Ministerpräsident Max Wladimir von Beck in Cisleithanien gebildet (eine vor allem im Beamtentum und bei Juristen gebräuchliche inoffizielle Bezeichnung für den nördlichen und westlichen Teil Österreich-Ungarns). Es löste das Ministerium Hohenlohe ab und blieb bis zum 15. November 1908 im Amt. Daraufhin folgte das Ministerium Bienerth.

## K. k. Minister
Dem Ministerium gehörten folgende Minister an:
| Amt                               | Amtsinhaber                                                                  | Beginn der Amtszeit                           | Ende der Amtszeit                                  |
| --------------------------------- | ---------------------------------------------------------------------------- | --------------------------------------------- | -------------------------------------------------- |
| Ministerpräsident                 | Max Wladimir von Beck                                                        | 2. Juni 1906                                  | 15. November 1908                                  |
| Ackerbauminister                  | Leopold von Auersperg Alfred Ebenhoch                                        | 2. Juni 1906 9. November 1907                 | 9. November 1907 15. November 1908                 |
| Handelsminister                   | Josef Fořt Franz Fiedler                                                     | 2. Juni 1906 9. November 1907                 | 9. November 1907 10. November 1908                 |
| Kultus- und Unterrichtsminister   | Gustav Marchet                                                               | 2. Juni 1906                                  | 15. November 1908                                  |
| Finanzminister                    | Witold von Korytowski                                                        | 2. Juni 1906                                  | 15. November 1908                                  |
| Innenminister                     | Richard von Bienerth-Schmerling                                              | 2. Juni 1906                                  | 15. November 1908                                  |
| Justizminister                    | Franz Klein                                                                  | 2. Juni 1906                                  | 15. November 1908                                  |
| Minister für Öffentliche Arbeiten | Albert Geßmann                                                               | 2. Juni 1906                                  | 7. November 1908                                   |
| Eisenbahnminister                 | Julius Derschatta von Standhalt                                              | 2. Juni 1906                                  | 15. November 1908                                  |
| Minister für Landesverteidigung   | Franz Xaver von Schönaich Julius von Latscher-Lauendorf Friedrich von Georgi | 2. Juni 1906 24. Oktober 1906 12. Januar 1907 | 24. Oktober 1906 12. Januar 1907 15. November 1908 |
| Minister ohne Geschäftsbereich    | Albert Dzieduszynski David Abrahamowicz                                      | 2. Juni 1906 9. November 1907                 | 9. November 1907 15. November 1908                 |
| Minister ohne Geschäftsbereich    | Bedřich Pacák Karel Prasak                                                   | 2. Juni 1906 9. November 1907                 | 9. November 1907 15. November 1908                 |
| Minister ohne Geschäftsbereich    | Franz Peschka Heinrich Prade                                                 | 9. November 1907 30. April 1908               | 9. Mai 1908 15. November 1908                      |

## Gemeinsame  k.u.k. Minister
Nicht im Ministerium Beck, sondern vom Kaiser und König unabhängig davon ernannte gemeinsame Minister für beide "Reichshälften" Österreich-Ungarns:
| Außenminister              | Agenor von Gołuchowski Alois Lexa von Aehrenthal | Mai 1895 11. Oktober 1906          | 11. Oktober 1906 17. Februar 1912   |
| Reichskriegsminister       | Heinrich von Pitreich Franz Xaver von Schönaich  | 18. Dezember 1902 24. Oktober 1906 | 24. Oktober 1906 20. September 1911 |
| Gemeinsamer Finanzminister | István Burián                                    | 24. Juli 1903                      | 12. Februar 1912                    |